# ジョシュ・ブレドル
ジョシュ・ブレドル（Joshua Bredl、1991年1月28日 - ）はアメリカ合衆国の元アメリカンフットボール選手であり、プロレスラー。コロラド州ソーントン出身。

## 来歴

### 学生時代
学生時代、バスケットボールとアメリカンフットボールを掛け持ちで活動。ホリゾン高校在学時、ESPNによる全米プロスペクトランキングでタイトエンド部門で93位、学生スポーツ専門サイトであるRivals.comではコロラド州プロスペクトランキングで15位と評価される。
2009年、プエブロに所在するコロラド州立大学プエブロ校に進学。アメリカンフットボールクラブであるサンダーウルブスに入部し、レッドシャツ（在学年数延長選手）の資格を行使して1年間心身を鍛える。2010年、タイトエンドの控えとして9試合に出場。2011年、プレシーズン中に故障を負い2度目のレッドシャツを行使。復帰後にディフェンシブエンドに転向。2012年、13試合に出場して13タックルを奪う活躍を見せディフェンシブエンドに適応した事をアピール。2013年、9試合と前年より出場試合が減少するが21タックル2サックと成績は向上。2014年、12試合で24タックル4サックという結果を出して大学でのプレイを終える。
2015年、NFLのドラフト期間にデンバー・ブロンコスに招待され練習生としてトレーニングに参加。結局ブロンコスから指名される事なくドラフトを終えるがグリーンベイ・パッカーズに注目されキャンプ招待選手として参加するが契約を交わす事が出来なかった。

### WWE
2015年4月、新たな道としてプロレスラーになる事を目指し、同月よりメジャー団体であるWWEが有望なるスターを発掘する育成プログラムであるTough Enoughに参加。6月に最終選考へのトライアウトで40名のうちの1人に選出される。同月12日、最終選考の13人のうちの1人として選出され本戦に進出。同月23日より最終選考を兼ねてUSAネットワークで放送開始されたリアリティ番組形式のTough Enough 6にてイエティのニックネームをつけられる。初回こそ脱落者候補の1人となるが以降は優秀な成績を収め、8月25日の最終回ではZZことザマリア・ルーペと優勝者を争う事になり、最終テストとしてセザーロと対戦。体格が似通っている事からパワーファイトでぶつかるが容赦なく叩き潰される。セザーロ・スイングを喰らうが雄叫びを上げてランニング・パワースラムを決めるアピールを見せる。最後はニュートラライザーを喰らい敗戦。審査の結果、優勝を飾りWWEとの契約を勝ち取った。

#### NXT
2015年10月28日、WWEと契約を交わし入団。育成施設であるWWEパフォーマンスセンターにてトレーニングを開始。12月4日、傘下団体であるNXTのNXT Liveにて登場し、リングネームをブロンソン・マシューズ（Bronson Mathews）として活躍する事を宣言した。
2016年3月18日、NXT Liveにてプロレスラーデビューを果たす。ディラン・マイリーと対戦するが敗戦した。
2017年4月25日、WWEから解雇となった。

## 得意技
- ランニング・パワースラム